# Fili (metrostation Moskou)
Fili (Russisch: Фили) is een station aan de Filjovskaja-lijn van de Moskouse metro dat werd geopend op 7 november 1959.

## Geschiedenis
Het station werd 1 jaar na de eerste twee stations van de westlijn geopend als 56e metrostation van Moskou. Het is genoemd naar de voorstad Fili en ligt naast het spoorwegstation aldaar. Bouwgroep 8 van Metrostroi bouwde het station en de tunnel onder de spoorlijn onder leiding van P.S. Boertseva. Tijdens de bouw ging het verkeer op de spoorlijn van Moskou naar het westen gewoon door. Het is een van de vier bovengrondse stations met zijperrons die volgens het standaardontwerp van J.P Zenkevitsj en R.I. Pogrebnoj is gebouwd. In 1959 was het station het westelijke eindpunt van de lijn die daarmee ook een overstap kreeg op de Smolenskspoorweg. In 1961 volgde een verlenging naar het westen door de toen nieuwe wijken ten westen van Fili. Begin 1962 werd ook het depot van de lijn, tussen Fili en Bagrationovskaja geopend. Op 29 oktober 2016 werd, als begin van groot onderhoud, het oostelijke perron gesloten. Het oostelijke perron zou tot 1 maart 2017 gesloten blijven maar dat werd 30 juni 2017. Het westelijke perron was van 1 juli 2017 tot 1 oktober 2017 gesloten voor onderhoud. De perrons kregen tijdens het onderhoud een granieten dek in plaats van het asfalt uit 1959, tevens werden de betonplaten in de perronwand vervangen door glasplaten. Op 1 juli begon ook het onderhoud aan de zuidoostelijke toegangshal naast het spoorwegstation. Tijdens de werkzaamheden werd de oppervlakte vergroot tot 8002 en werd het aantal poortjes uitgebreid tot 12. De opgeknapte toegangshal werd op 10 december 2017 heropend.

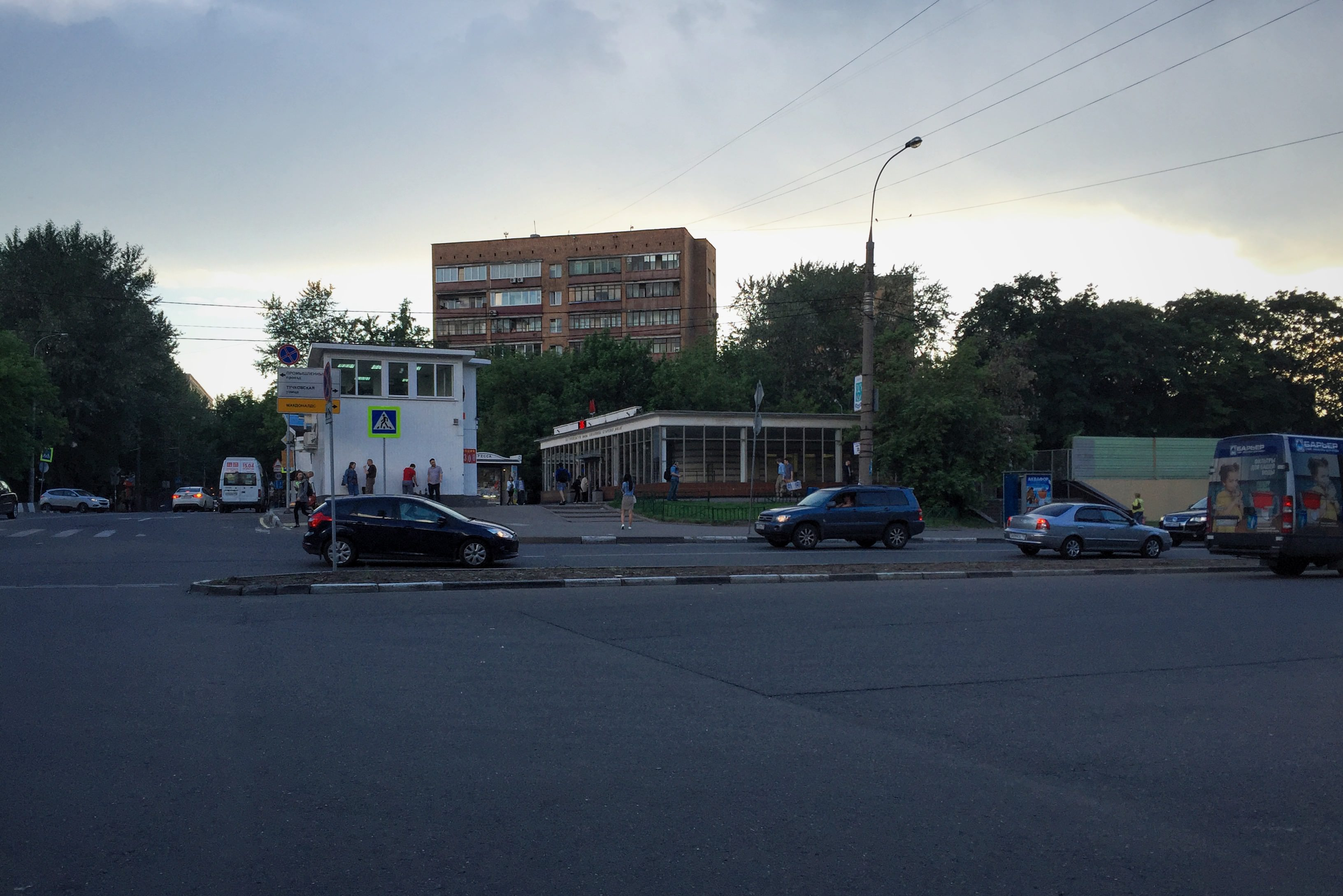
De noordwestelijke toegangshal
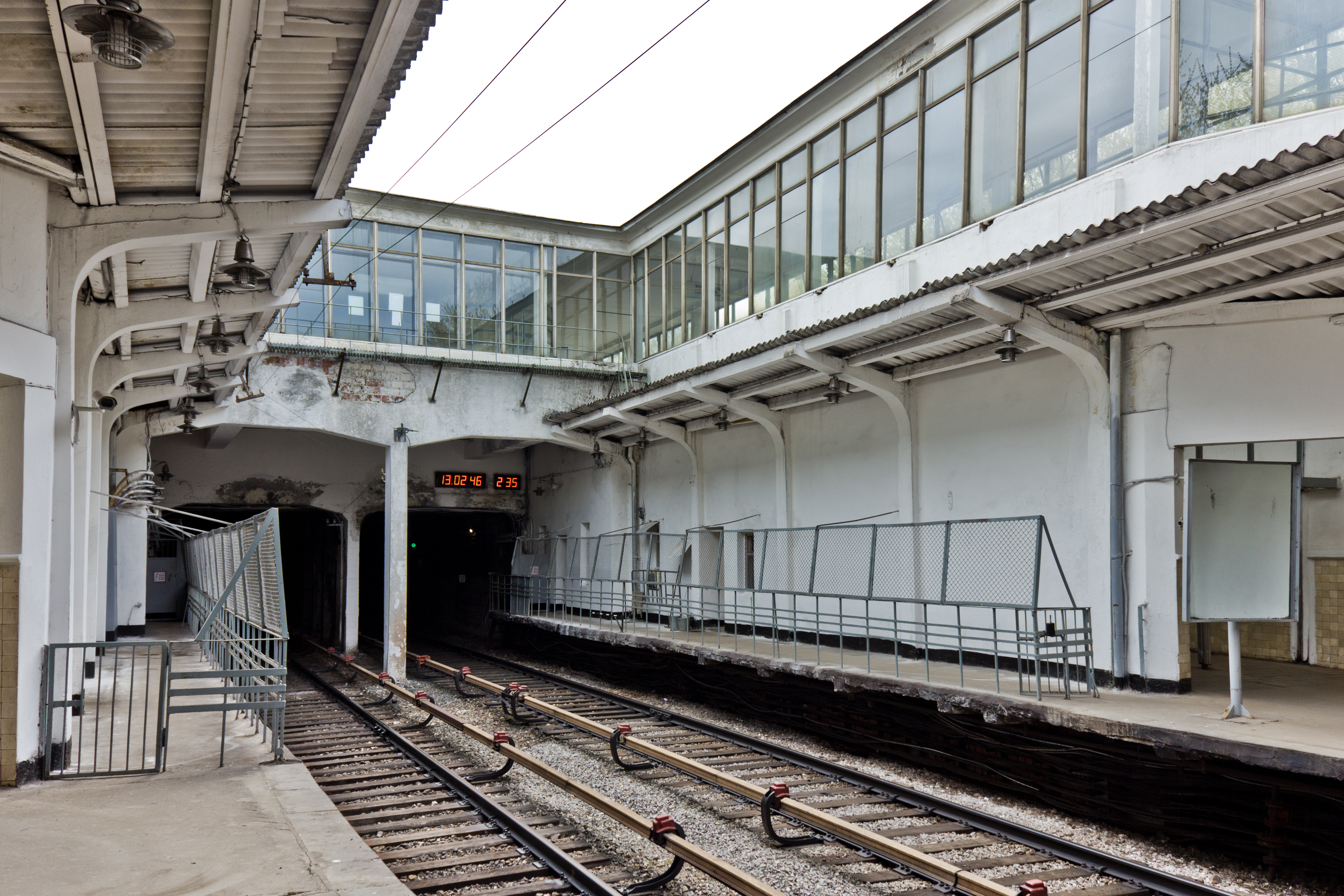
De tunnel onder de spoorlijn en de zuidoostelijke toegangshal
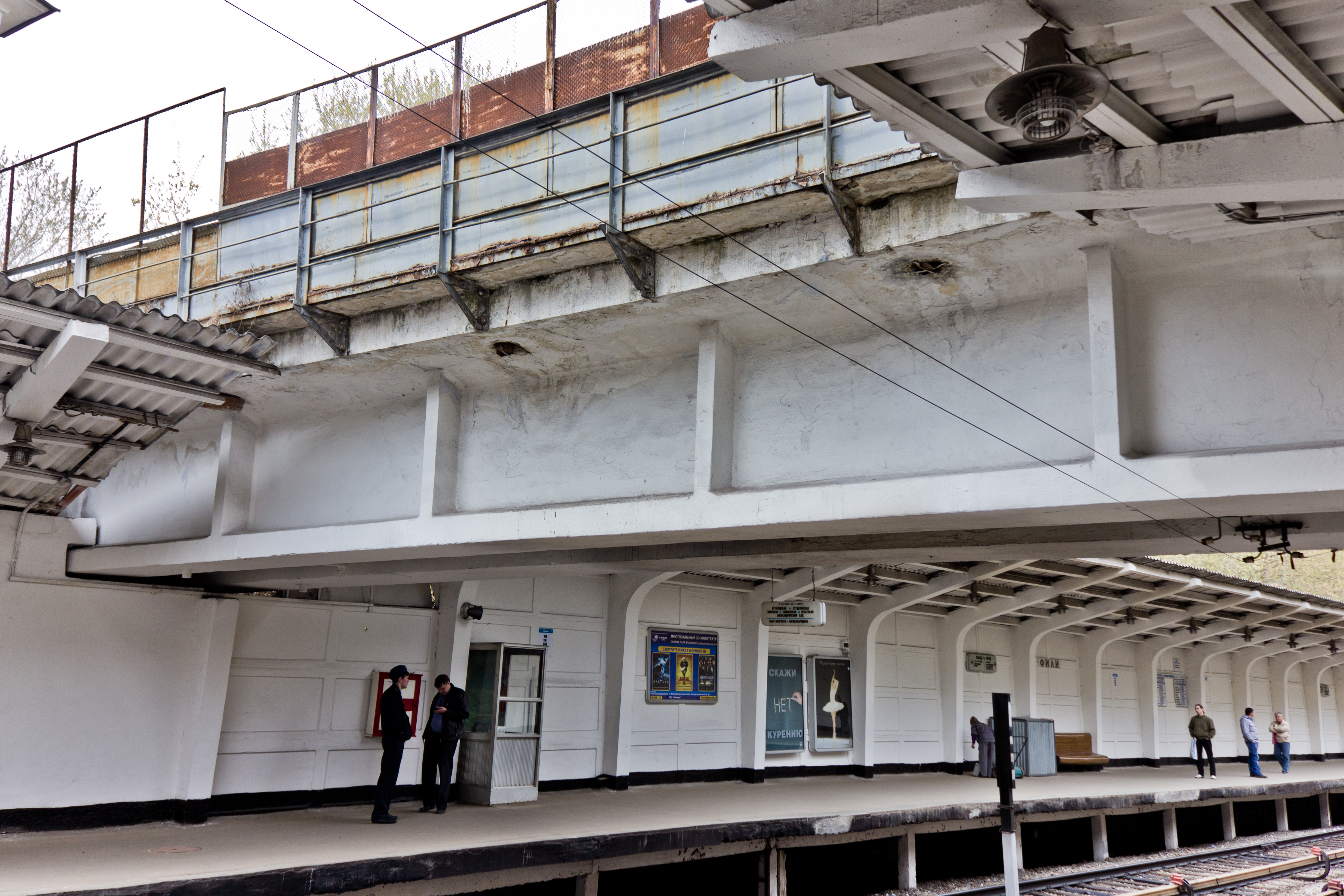
Het goederenspoor

## Ligging en inrichting
Het station ligt in een uitgraving parallel aan de Novazavodskaja Oelitsa, het is een van de weinige Moskouse metrostations met zijperrons. De toegangsgebouwen liggen boven de kopse kanten van de perrons op straatniveau en bieden ook de mogelijkheid om van het ene naar het andere perron te gaan.
De toegangsgebouwen hebben een gevel die voornamelijk uit glas bestaat overeenkomstig het standaardontwerp uit 1958. De inrichting van de toegangsgebouwen is uitgevoerd met steen, natuursteen en porselein. Het noordwestelijke ligt aan de Bagrationovski Oelitsa waar deze de metrolijn kruist. Het zuidoostelijke toegangsgebouw ligt boven de ingang van de tunnel onder de spoorlijn vlak bij het spoorwegstation Fili. Die tunnel sluit rechtstreeks aan op de perrons, net zoals dat bij het gelijktijdig gebouwde metrostation Dnipro in Kiev is gedaan. Vlak bij het zuidoostelijke toegangsgebouw loopt nog een goederenspoor met een brug over het metrostation dat de spoorlijn Moskou-Smolensk met de Westhaven verbindt.

## Reizigersverkeer
Sinds 1959 biedt het station een overstap tussen de voorstadstreinen op de Smolenskspoorweg en de metro. Tussen 2016 en 2019 is het spoorwegstation voorzien van extra perrons en op 21 november 2019 werd het stadsgewestelijk net geopend. Sindsdien wordt het spoorwegstation bediend door lijn D1 die in tegenstelling tot de vroegere voorstadstreinen deel uitmaakt van het stedelijk vervoer. Het aantal metroreizigers is 30.100 per dag die doordeweeks vanaf 5:38 uur richting het Kremlin kunnen reizen. In het weekeinde is dit op even dagen vanaf 5:40 uur en op oneven dagen vanaf 5:37 uur. In westelijke richting kan op even dagen doordeweeks vanaf 5:51 uur worden ingestapt en op oneven dagen vanaf 5:50 uur. In het weekeinde zijn de vertrektijden naar het westen verwisseld.

## Film
De slotscènes van de film Gevaarlijke leeftijd uit 1981 werden op het station opgenomen.